# Застава Бурундија
Застава Бурундија је усвојена 28. марта 1967 (од 1982. у пропорцији 3:5). Зелена боја је симбол наде, бела чистоће, а црвена борбе за независност. Застава је белим пругама подељена на четири једнака дела, два зелена и два црвена. У центру је круг са три звездице које представљају три главне етничке групе: Хунту, Тва и Тутси, али такође и национални мото земље: јединство, рад и прогрес.

## Претходне заставе
- 1962. - 1966.
- 28. и 29. новембар 1966.
- 1966. - 1967.
- 1967. - 1982.